# Fák jú, Tanár úr! 2.
A Fák jú, Tanár úr! 2. (eredeti cím: Fack ju Göhte 2)  2015-ben bemutatott német filmvígjáték, amelyet Bora Dagtekin írt és rendezett. A 2013-as Fák jú, Tanár úr! folytatása. A főbb szerepekben Elyas M’Barek, Jella Haase és Karoline Herfurth látható.
Németországban 2015. szeptember 7-én, Magyarországon 2015. október 15-én mutatták be a mozikban.

## Cselekmény
Zeki Müller újabb kalandra indul az osztályával, Bangkokba utaznak. Frau Schnabelstedt nem tud felszállni a repülőgépre, mert valamelyik gyerek egy bombának álcázott kulacsot rakott a bőröndjébe. Az út igen izgalmas, Herr Müller szinte "megszelídíti" a 10/B-t.

## Szereplők
| Szereplő                | Színész               | Magyar hang        |
| ----------------------- | --------------------- | ------------------ |
| Zeki Müller             | Elyas M’Barek         | Szabó Máté         |
| Elizabeth Schnabelstedt | Karoline Herfurth     | Balsai Móni        |
| Charlie                 | Jana Pallaske         | Solecki Janka      |
| Gudrun igazgatónő       | Katja Riemann         | Kovács Nóra        |
| Hauke Wölki             | Volker Bruch          | Zámbori Soma       |
| Chantal                 | Jella Haase           | Csifó Dorina       |
| Caro                    | Alwara Höfels         | Kis-Kovács Luca    |
| Danger                  | Max von der Groeben   | Czető Roland       |
| Ingrid Leimbach-Knorr   | Uschi Glas            | Szórádi Erika      |
| Laura                   | Anna Klenke           | Laudon Andrea      |
| Rendőr                  | Christoph Schechinger | Sörös Miklós       |
| Zeynep                  | Gizem Emre            | Csuha Bori         |
| Eckhard Badebrecht      | Michael Maertens      | Megyeri János      |
| Silke                   | Zsa Zsa Inci Bürkle   | Bogdányi Titanilla |
| Gundlach                | Bernd Stegemann       | Kajtár Róbert      |
| Stewardess              | Enissa Amani          | Sallai Nóra        |
| Burak                   | Aram Arami            | Gacsal Ádám        |
| Paco                    | Farid Bang            | Pál Tamás          |
| Cedric                  | Johannes Nussbaum     | Baráth István      |
| Etienne                 | Lucas Reiber          | Hamvas Dániel      |
| Meike                   | Runa Greiner          | Hermann Lilla      |
| Mr. Long                | K.M. Lo               | Kapácsy Miklós     |
| Torben                  | Niklas Nißl           | Joó Gábor          |

### Magyar változat
- Főcím: Bozai József
- Magyar szöveg: Pallinger Emőke
- Hangmérnök: Illés Gergely
- Vágó: Kajdácsi Brigitta
- Gyártásvezető: Kablay Luca
- Szinkronrendező: Marton Bernadett

A szinkront a Mafilm Audio Kft. készítette el.

## A film készítése
Elyas M’Barek, Karoline Herfurth és Jella Haase visszatérnek az első filmből. Katja Riemann, Max von der Groeben, Gizem Emre és Aram Arami szintén feltűnnek. Volker Bruch csatlakozott a szereplőgárdához, mint az új tanár, Hauke Wölki.

### Forgatás
A forgatás Münchenben és Berlinben zajlott. Az unterhachingi Lise-Meitner-Gimnázium szolgált a Goethe-Gesamtschule helyszíneként. Néhány jelenetet Thaiföldön is felvettek, többek között Bangkokban.